# Henry Dillon, XI visconte Dillon
Henry Dillon, XI Visconte Dillon di Costello-Gallen (1705 – 1787), è stato un pari irlandese e quindi membro di diritto della Camera dei lord d'Irlanda.

## Biografia
Il padre di Henry era Arthur Dillon (1670-1733) (1670–1733), un figlio del VII Visconte, che fu Colonnello e il fondatore del Dillon Regiment nel 1688. Nel 1711, Arthur fu creato Conte Dillon in Francia, e Conte di Dillon nel 1721, dal "Vecchio Pretendente" Giacomo Francesco Edoardo Stuart (riconosciuto dai giacobiti come "Re Giacomo III e VIII"). La madre di Henry era Catherine, o forse Christina, una figlia di Ralph Sheldon, che funse da damigella d'onore della regina Maria Beatrice d'Este, consorte di Giacomo II.
Il 26 ottobre 1744 Henry sposò Lady Charlotte Lee, la bisnipote di Carlo II e Barbara Palmer. Dal 1767 Henry adottò l'anglicanesimo per regolarizzare la sua posizione in Inghilterra. Come la maggiore dei figli sopravvissuti del II Conte di Lichfield, Charlotte Lee ereditò le proprietà di suo zio, il IV Conte, quando morì senza figli nel 1776. Pertanto, la moglie di Lord Dillon era erede collaterale di Sir Henry Lee, che costruì la loggia originale a Wychwood Forest nel Oxfordshire. Da sua madre, Charles Dillon-Lee, il loro figlio, ereditò la proprietà di Ditchley ma non il titolo di Lichfield. Ditchley rimase la residenza dei Visconti Dillon fino al 1934.

## Figli
I figli avuti da Lady Charlotte Lee di Lichfield (morta l'11 giugno 1794) includono:
- Charles (6 novembre 1745 – 9 novembre 1813), suo successore;
- Frances (1747 - 1º marzo 1825), sposò Sir William Jerningham, sesto baronetto di Cossey, VII Barone Stafford;
- Arthur (3 settembre 1750 – 13 aprile 1794); un generale al servizio francese che fu ghigliottinato. Questo ufficiale fu padre, dalla sua seconda moglie, di Madame Bertrand (che sposò il Generale Bertrand), così celebre per la sua devozione all'imperatore Napoleone;
- Laura (nata c. 1753);
- Charlotte (11 settembre 1755 – 15 agosto 1782); sposò Valentine Browne, I conte di Kenmare (1754–1812);
- Theobald (nato c. 1757), conte.
- Henry (28 giugno 1759 – 7 luglio 1837), tenente colonnello.

## Ascendenza
|                                  |                                 |                                      | Genitori                                      |  |  | Nonni                                |  |  | Bisnonni                       |  |
|                                  |                                 |                                      |                                               |  |  | Theobald Dillon, VII visconte Dillon |  |  | Sir Lucas Dillon di Lough-Glyn |  |
|                                  |                                 |                                      |                                               |  |  | Theobald Dillon, VII visconte Dillon |  |  | Sir Lucas Dillon di Lough-Glyn |  |
|                                  |                                 | Rose Dillon di Streamstown           |                                               |  |  | Theobald Dillon, VII visconte Dillon |  |  |                                |  |
| Gen. Arthur Dillon               |                                 |                                      |                                               |  |  | Theobald Dillon, VII visconte Dillon |  |  |                                |  |
|                                  |                                 | Mary Talbot di Templeogue, Irlanda   | Sir Henry Talbot di Templeogue e Monte Talbot |  |  |                                      |  |  |                                |  |
|                                  |                                 | Mary Talbot di Templeogue, Irlanda   | Sir Henry Talbot di Templeogue e Monte Talbot |  |  |                                      |  |  |                                |  |
|                                  |                                 | Mary Talbot di Templeogue, Irlanda   | Margaret Talbot                               |  |  |                                      |  |  |                                |  |
| Henry Dillon, XI Visconte Dillon |                                 | Mary Talbot di Templeogue, Irlanda   |                                               |  |  |                                      |  |  |                                |  |
|                                  | Gen. Ralph Sheldon (morto 1723) | Edward Sheldon (1599–1687) di Beoley |                                               |  |  |                                      |  |  |                                |  |
|                                  | Gen. Ralph Sheldon (morto 1723) | Edward Sheldon (1599–1687) di Beoley |                                               |  |  |                                      |  |  |                                |  |
|                                  | Gen. Ralph Sheldon (morto 1723) | Mary (o Margaret) Wake di Anversa    |                                               |  |  |                                      |  |  |                                |  |
| Catherine (o Christina) Sheldon  | Gen. Ralph Sheldon (morto 1723) |                                      |                                               |  |  |                                      |  |  |                                |  |
|                                  |                                 | Elizabeth Dunn                       | Daniel Dunn, di Garnish Hall, Essex           |  |  |                                      |  |  |                                |  |
|                                  |                                 | Elizabeth Dunn                       | Daniel Dunn, di Garnish Hall, Essex           |  |  |                                      |  |  |                                |  |
|                                  |                                 | Elizabeth Dunn                       | …                                             |  |  |                                      |  |  |                                |  |
|                                  |                                 | Elizabeth Dunn                       |                                               |  |  |                                      |  |  |                                |  |